# Ragnar Persenius
Per Ragnar Theodor Persenius, född 27 juni 1952 i Uppsala församling, Uppsala län, är en svensk teolog och sedan 24 februari 2019 biskop emeritus i Uppsala stift i Svenska kyrkan. 

## Biografi
Persenius är uppvuxen i Jämtland och Härjedalen som son till prästen Walter Persenius, sedermera kyrkoherde i Ullångers församling, och sjuksköterskan Ingrid, född Svensson. Efter skolgång vid Fjellstedtska skolan och juridiska och teologiska studier blev han prästvigd i Uppsala 1973. Han var 1973–1976 församlingspräst i Upplands Bro, 1977–1980 stiftsadjunkt för utbildningsfrågor i Uppsala stift, 1980–1984 amanuens vid Svenska kyrkans pastoralinstitut i Uppsala. Han blev 1988 teologie doktor i missionsvetenskap i Lund på avhandlingen Kyrkans identitet. En studie i kyrkotänkandets profilering inom Svenska kyrkan i ekumeniskt perspektiv 1937–52. År 1987 blev han församlingspräst i Norrstrands församling i Karlstad och var 1988–1993 adjunkt hos ärkebiskoparna Bertil Werkström och Gunnar Weman. År 1993 blev han kyrkosekreterare vid kyrkokansliet i Uppsala och såsom sådan huvudföredragande i teologiska ärenden i Svenska kyrkans centralstyrelse och chef för Svenska kyrkans avdelning för teologi och ekumenik 1993–1996 och därefter chef för avdelningen för kyrkorätt och organisation under utredningsarbetet för ändrade kyrka–stat-relationer. Åren 1998–2000 var han direktor för Stiftelsen Stora Sköndal och är därefter biskop i Uppsala stift.
Han var sekreterare i samtalsdelegation Svenska kyrkan–Metodistkyrkan i Sverige 1982–1985 och 1990–1991, sekreterare i kyrkomötets läronämnd 1989–1997, i biskopsmötet 1988–1993 och biträdande sekreterare där 1993–1997. Han var representant för Svenska kyrkan 1989–1993 i dialoggruppen rörande den så kallade Leuenberggemenskapen. Han var sekreterare i den av Svenska kyrkans centralstyrelse tillsatta kyrkotillhörighetsberedningen 1992–1993, expert i kyrkoordningskommittén 1993–1995, ledamot i samarbetsrådet Evangeliska Fosterlands-Stiftelsen–Svenska kyrkan 1993–98, i samtalsdelegationen Svenska kyrkan–Stockholms katolska stift 1997, ledamot i stiftsorganisationsutredningen 1994–1995, sakkunnig i utredningen om trossamfundens rättsliga reglering 1997, ledamot i styrelsen för ekumeniska forskningsinstitutet i Strasbourg 1998, ledamot av regeringens råd för kontakt med trossamfunden sedan 2000, luthersk ordförande i den ekumeniska Borgågemenskapens kontaktgrupp sedan 2002, ordförande i direktionen för stiftelsen Stora Sköndal sedan 2004 och ledamot i Svenska kyrkans utredning om demokrati och delaktighet 2005–2006.
Har givit ut herdabreven Nådens budbärare: om den sakramentala folkkyrkan (1999) och Längtan möter närvaro (2012).
Persenius var 2006 kandidat i ärkebiskopsvalet där han fick 30 procent av rösterna vid den första valomgången och därmed placerade sig på andra plats efter biskop Anders Wejryd i Växjö. I den andra röstningsomgången vann Växjöbiskopen. Persenius var även en av kandidaterna Ärkebiskopsvalet i Svenska kyrkan 2013 där han fick 33,1 procent i den första valomgången som kom att bli avgörande. Han kom därmed tvåa valet efter Lunds biskop Antje Jackelén som fick 55,9 procent av rösterna.
Ragnar Persenius är gift med kyrkoherden, teologie doktor Ingrid Persenius. De har en dotter samt en avliden son.

## Utmärkelser
- H.M. Konungens medalj i guld av 12:e storleken (2019) för betydande insatser inom svenskt kyrkoliv.[5]